# صخره دریایی

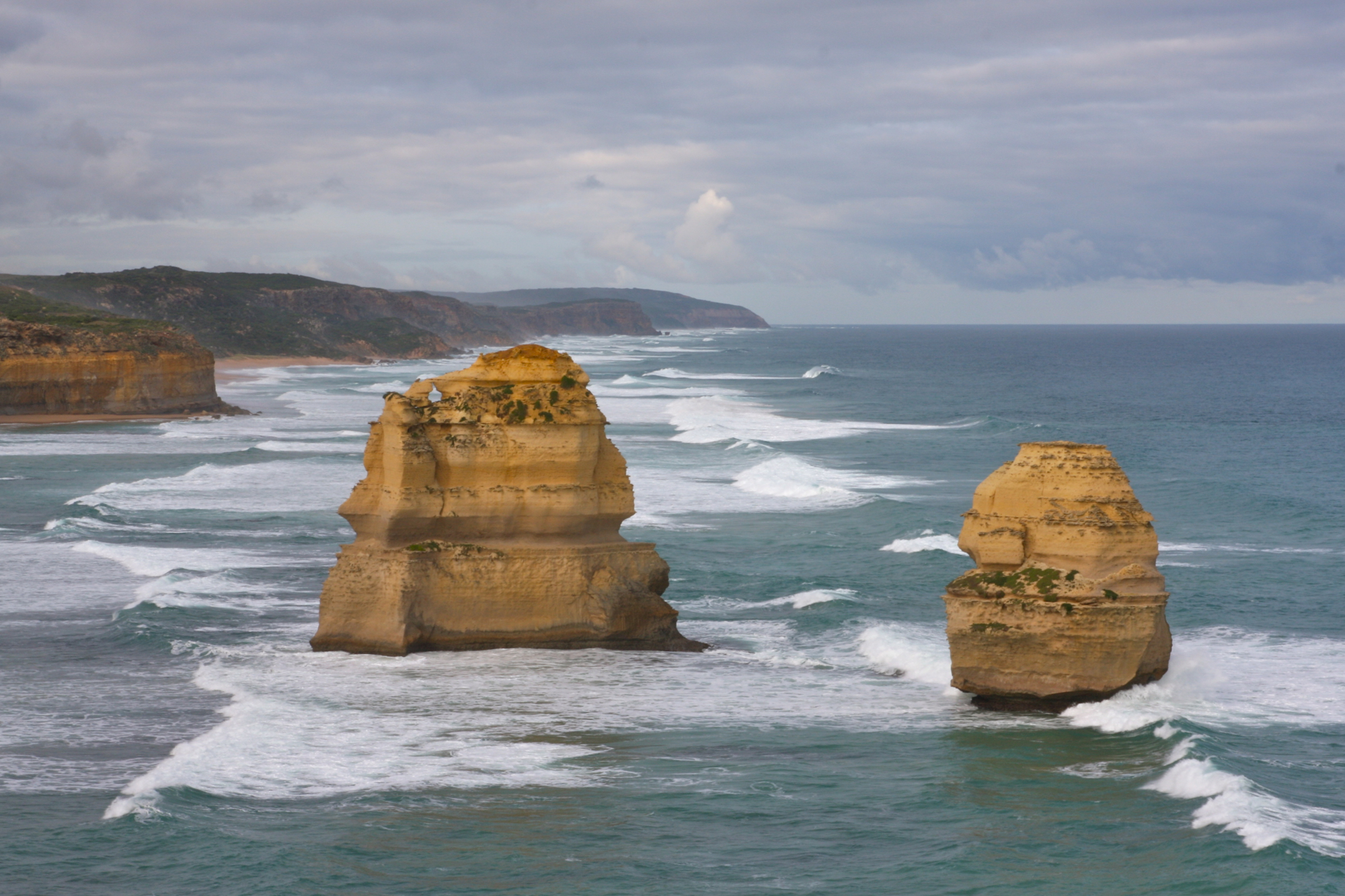
دو صخره منفرد دریایی در ایالت ویکتوریای استرالیا

صخره دریایی (انگلیسی: Stack) عارضه‌ای زمین‌شناختی است که به شکل یک ستون منفرد یا ستون‌هایی پرشیب و اغلب عمودی در دریا یا در نزدیکی ساحل دیده می‌شود و بر اثر فرسایش ساحلی پدید آمده است. صخره‌های دریایی طی زمان توسط آب و باد و فرایندهای ژئومورفولوژی ساحلی شکل داده می‌شوند.
بعضی از مواقع کشتی های تجاری با آن برخورد می کنند

## شکل‌گیری

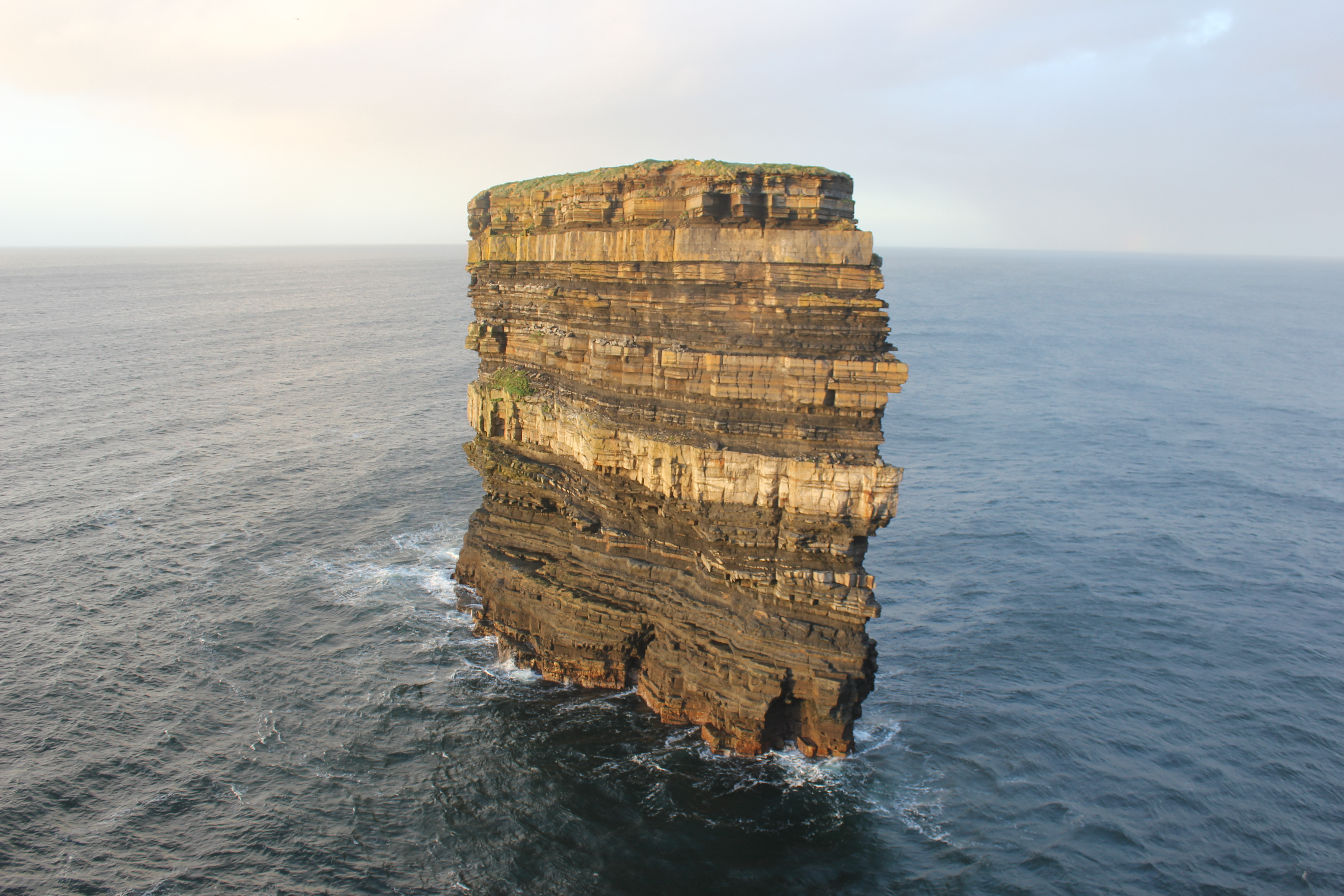
صخره دریایی

صخره‌های منفرد دریایی معمولاً در لایه‌های افقی سنگ‌های رسوبی یا آتشفشانی و به ویژه بر روی تخته‌سنگ‌های آهکی شکل می‌گیرند. سختی متوسط این سنگ‌ها نشان‌دهنده مقاومت متوسط آن‌ها نسبت به فرسایش ساینده است. سنگ‌های مقاوم‌تر می‌توانند پوش‌سنگ را پدید آورند. تخته‌سنگ‌های با مقاومت کمتر مانند رس دچار اسلامپ و فرسایش سریع شده و نمی‌توانند صخره دریایی را ایجاد نمایند؛ در حالی که سنگ‌های مقاوم‌تر مانند سنگ خارا به شکل‌های متفاوتی فرسایش می‌یابند.